# Chlorochaeta meyricki
Chlorochaeta meyricki är en fjärilsart som beskrevs av Louis Beethoven Prout 1933. Chlorochaeta meyricki ingår i släktet Chlorochaeta och familjen mätare. Inga underarter finns listade i Catalogue of Life.